# Emily Carr

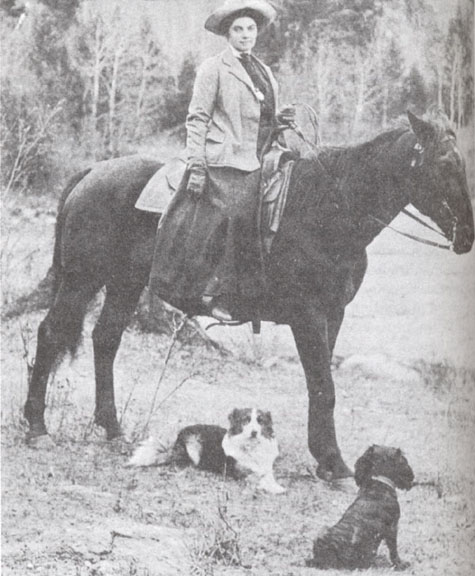
Emily Carr

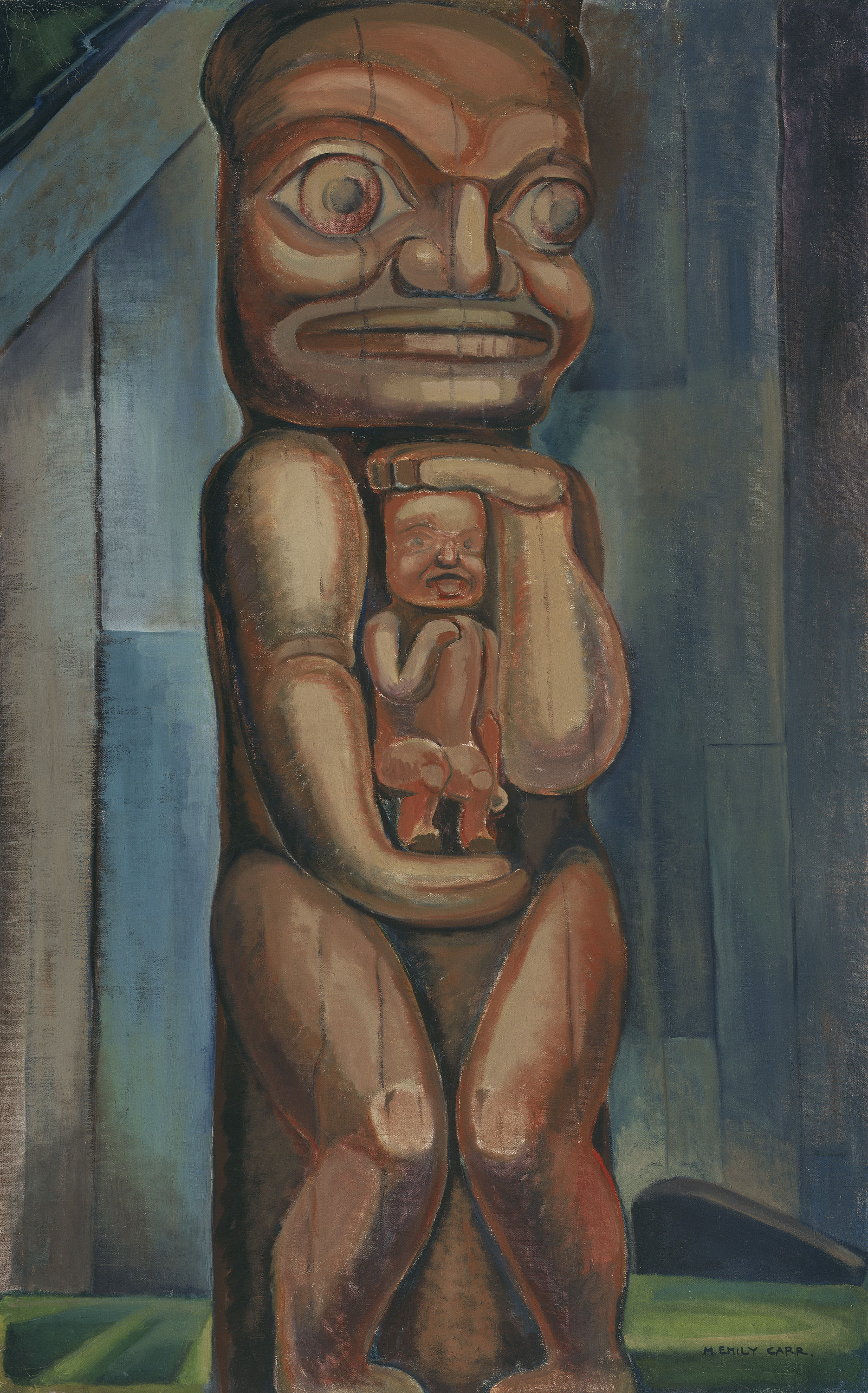
Totem Mother, 1928

Emily Carr (* 13. Dezember 1871 in Victoria, British Columbia; † 2. März 1945 in Victoria) war eine kanadische Malerin und Schriftstellerin, die stark von den indianischen Kulturen Westkanadas beeinflusst worden ist.

## Leben
Carr wurde in Victoria, der Hauptstadt der kanadischen Provinz British Columbia, als das vorletzte von insgesamt neun Kindern geboren. Nach dem Tod ihrer Eltern, Richard und Emily, geb.Saunders, ging sie 1890 nach San Francisco und studierte Kunst. Drei Jahre später kehrte sie in ihren Geburtsort zurück und richtete eine Galerie in der Scheune ihres Elternhauses ein. Dort unterrichtete sie Kinder.

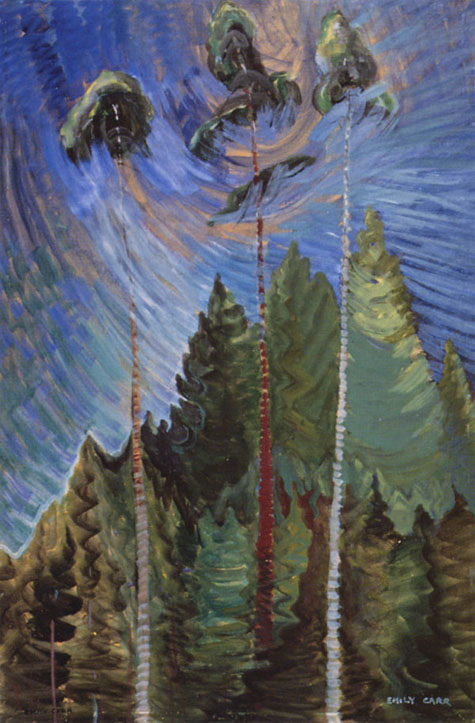
Odds and Ends

1899 ging sie nach Großbritannien, um ihre Studien an der Westminster School of Art in London fortzusetzen. Da sie jedoch das Londoner Klima nicht vertrug, wechselte sie auf der Suche nach einem für sie gesunderen Klima nach Cornwall, Bushey, Hertfordshire und zwischenzeitlich wieder nach San Francisco. 1905 kehrte sie nach British Columbia zurück und zog in die „Wildnis“, um mit der indigenen Bevölkerung zu leben. Sie ließ sich von deren Kulturen beeinflussen und dokumentierte das Leben der Ureinwohner Alaskas und British Columbias in ihren Bildern. Sie begann die noch vorhandenen Totempfähle der First Nations zu zeichnen. Schon 1899 hatte sie ein Besuch der Missionsschule nahe Ucluelet zutiefst beeindruckt. 1902 begann sie nach einem Besuch von Skagway Totempfähle zu malen, wobei sie einen scharfen Blick für die Unterschiede zwischen den Kwakwaka'wakw im Norden und den Nuu-chah-nulth im Westen von Vancouver Island, den Haida auf den Queen Charlotte Islands und den Tsimshian, Tlingit und anderen Sprach- und Kulturgruppen auf dem Festland und den vorgelagerten Inseln entwickelte.
Nach mehreren Jahren in Vancouver sah sie sich aus wirtschaftlichen Gründen gezwungen, nach Victoria zurückzukehren. Doch sie versuchte, ihren Stil weiterzuentwickeln, und reiste deshalb 1910 nach Paris, wo sie u. a. an der Académie Colarossi lernte. Sie kam mit Werken von Henri Matisse und Pablo Picasso in Berührung. Zurück in Kanada malte sie weiter indianische Motive. Doch jetzt vermischte sie Elemente des Impressionismus mit ihrem bisherigen Stil.
1927 kam sie mit der so genannten Group of Seven durch die Einladung von Eric Brown in Kontakt, dem Direktor der National Gallery of Canada. An der Ausstellung der National Gallery „Canadian West Coast Art, Native and Modern“ nahm Emily Carr teil. In Ontario wurde sie von Lawren Harris gefördert und blieb mit der Gruppe eng verbunden, wenn sie auch formal nie aufgenommen wurde. Wenige Jahre später galt sie in der Gruppe als „Mutter der modernen Kunst“.
Ebenso wichtig war Emily Carr die Anerkennung der Nuu-chah-nulth an der Westküste von Vancouver Island. Nach ihrer Aussage hatten sie ihr den Beinamen „Klee Wyck“ gegeben, „die, die lacht“, und ein 1941 publiziertes Buch über ihre dortigen Erfahrungen führte dementsprechend den Titel Klee Wyck. In einer Zeit, in der die kanadischen Indianer nicht einmal wahlberechtigt waren und ihre Rituale strengen Verboten unterlagen, war das eine mutige Publikation.
Zu dieser Zeit war Carr längst der Durchbruch als Künstlerin gelungen. 1937 hatte die Art Gallery of Ontario ihr zu Ehren eine Ausstellung veranstaltet, 1938 hatte sie eine Ausstellung in der Vancouver Art Gallery.
Doch in ihrer Heimat stieß die Künstlerin meist auf Unverständnis, insbesondere in Victoria. So zog sie sich rund ein Jahrzehnt lang zurück, wozu auch gesundheitliche Probleme beitrugen.

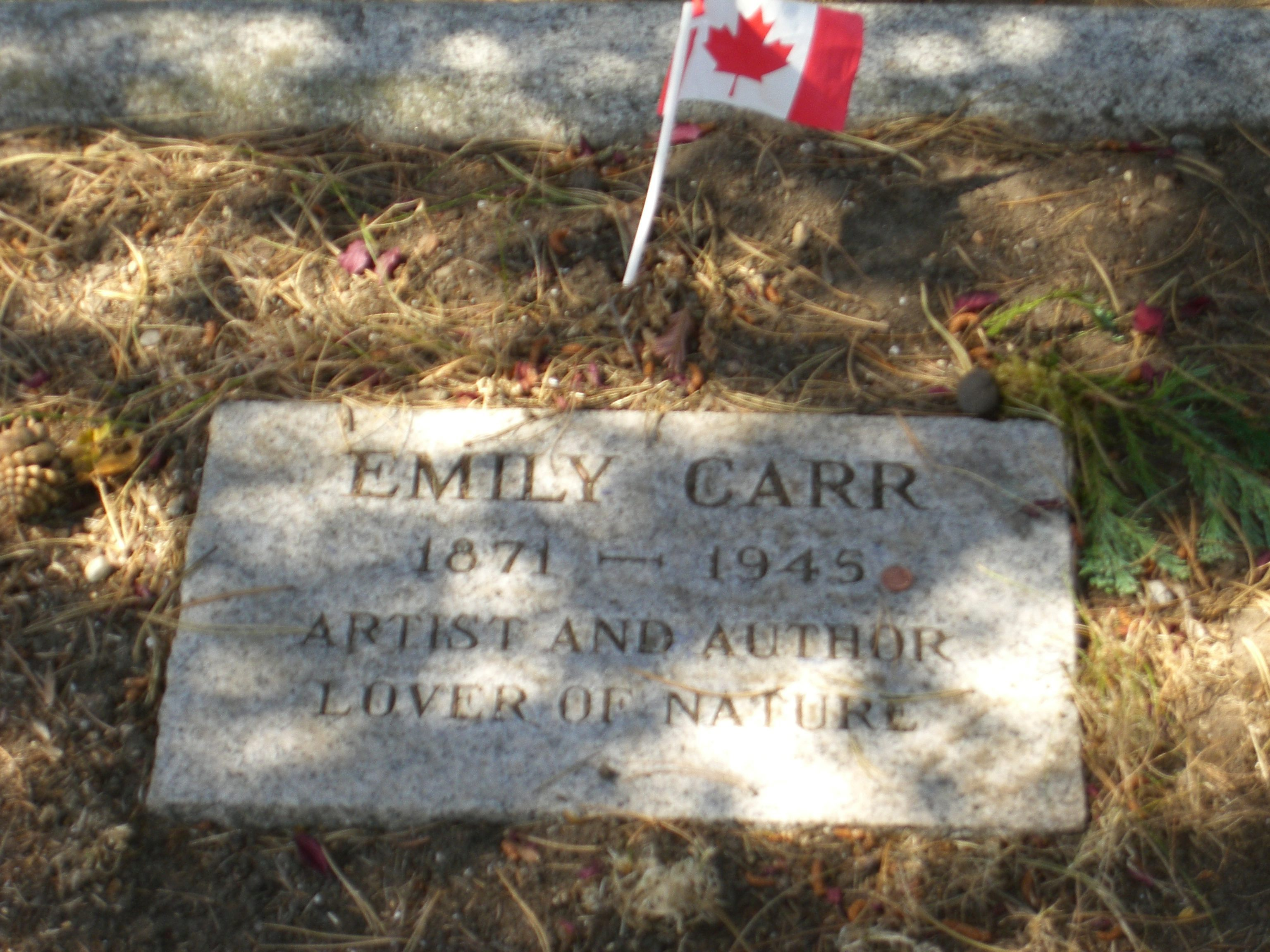
Grabstein Carrs auf dem Ross Bay Cemetery, Victoria

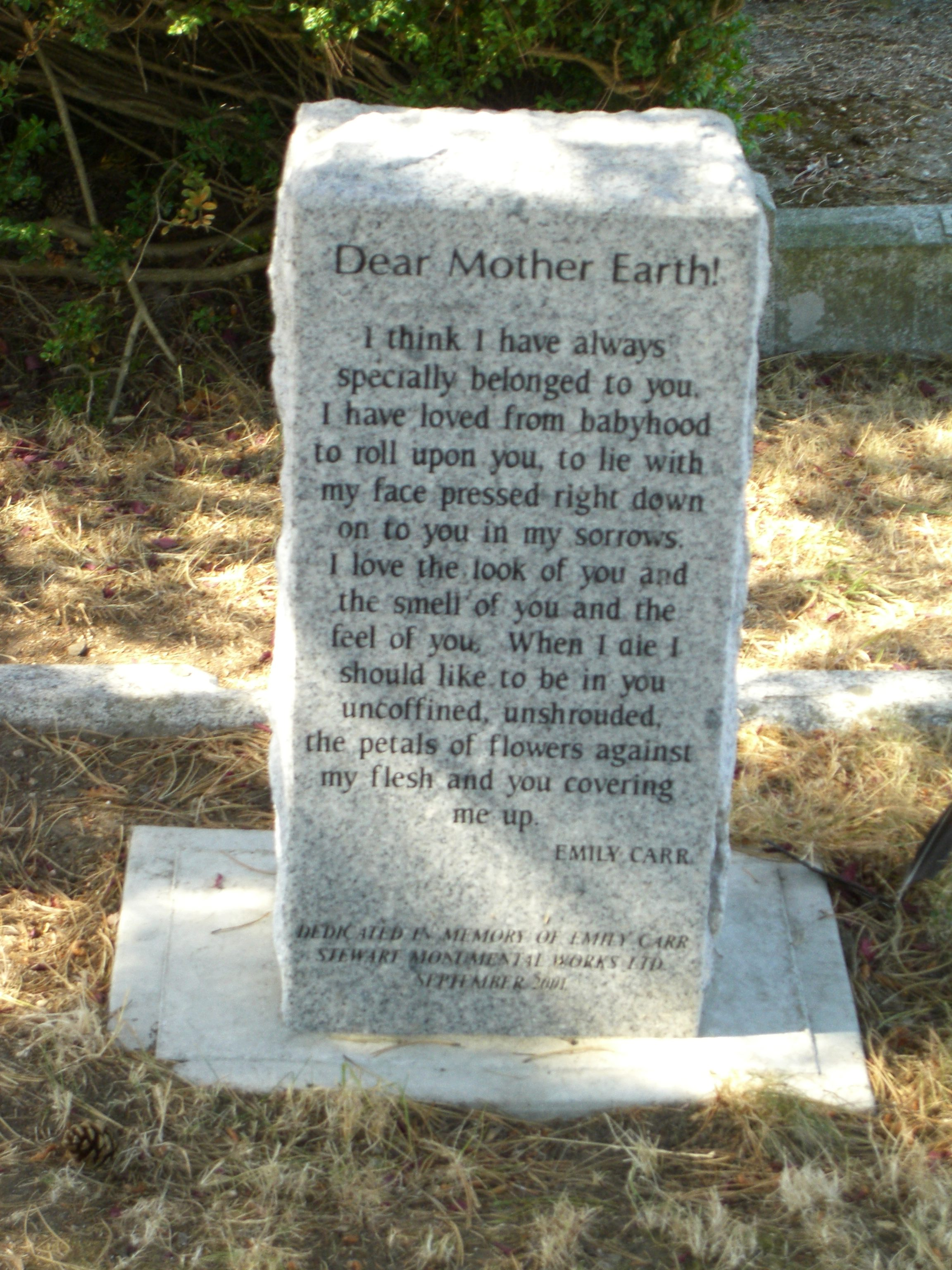
Inschrift

Beigesetzt wurde sie auf dem Ross Bay Cemetery in Victoria, ihr Grabstein trägt die Aufschrift „Artist and Author / Lover of Nature“.

## Nachwirkung
Heute wird das Werk Emily Carrs in Kanada allgemein anerkannt, und es ist seit 1996 öffentliches Eigentum. Die 1951 gegründete Art Gallery of Greater Victoria in 1040 Moss Street stellt zahlreiche Werke von Emily Carr aus.
Bereits wenige Jahre nach dem Erscheinen 1941 fand Carrs Erzählband Klee Wyck in gekürzter Form in Kanada als Schullektüre Verwendung.
In Vancouver wurde die bis 1925 zurückreichende Vancouver School of Art 1978 in Emily Carr College of Art umbenannt. Diese Hochschule für Kunst wurde um den Bereich Design erweitert und hieß ab 1981 Emily Carr College of Art and Design, ab 1995 Emily Carr Institute of Art + Design, schließlich ab 2008 Emily Carr University of Art and Design.
Am 31. Mai 1950 ehrte die kanadische Regierung, vertreten durch den für das Historic Sites and Monuments Board of Canada zuständigen Minister, Emily Carr und erklärte sie zu einer „Person von nationaler historischer Bedeutung“.
Das Wohnhaus in Victoria in dem Emily Carr ihre Kindheit verlebte wurde am 27. Oktober 1964 zur National Historic Site of Canada erklärt.

## Literarische Werke
- Klee Wyck, Erzählungen 1941. Governor General’s Awards, Non-fiction, 1941
  - Einzelerzählung, Übersetzung von Birgit Herrmann: Kitwancool, in Frauen in Kanada. Erzählungen und Gedichte. dtv, 1993, S. 43–55
  - Einzelerzählung, Übersetzung von Silvia Morawetz: Sophie, Mutter der Gräber, in Gute Wanderschaft, mein Bruder. Eine kanadische Anthologie. St. Benno Verlag, Leipzig 1986, S. 13–22
  - Klee Wyck – Die, die lacht. Übersetzung von Marion Hertle, Verlag Das kulturelle Gedächtnis, Berlin 2020, ISBN 978-3-946990-37-6.[7]
- The Book of Small. 1942
- The House of All Sorts. 1944
- Growing Pains. 1946
- Pause. 1953
- The Heart of a Peacock. 1953
- Hundreds and Thousands. 1966